# Stachelschwanzwaran
Der Stachelschwanzwaran (Varanus acanthurus) ist ein australisches Schuppenkriechtier aus der Gattung der Warane (Varanus). In Australien wird er Ridge-Tailed Monitor oder Spiny-tailed Monitor genannt.

## Merkmale
Der Stachelschwanzwaran erreicht eine Gesamtlänge von maximal 70 cm, wobei die Schwanzlänge dem 1,3–2,3fachen der Kopf-Rumpf-Länge entspricht. Auf der Körperoberseite ist die Art meist dunkelbraun und mit hellen Flecken gezeichnet, die oft einige dunklere Schuppen einschließen und somit Augenflecken bilden. Der Schwanz hat eine sehr stachelige Beschuppung und ist im Querschnitt rund. Um die Körpermitte sind 70–115 Reihen von glatten Schuppen angeordnet. Von den ähnlichen Arten V. baritji und V. primordius kann der Stachelschwanzwaran abgegrenzt werden, weil er am Hals helle Längsstreifen aufweist.

## Verbreitung und Lebensraum

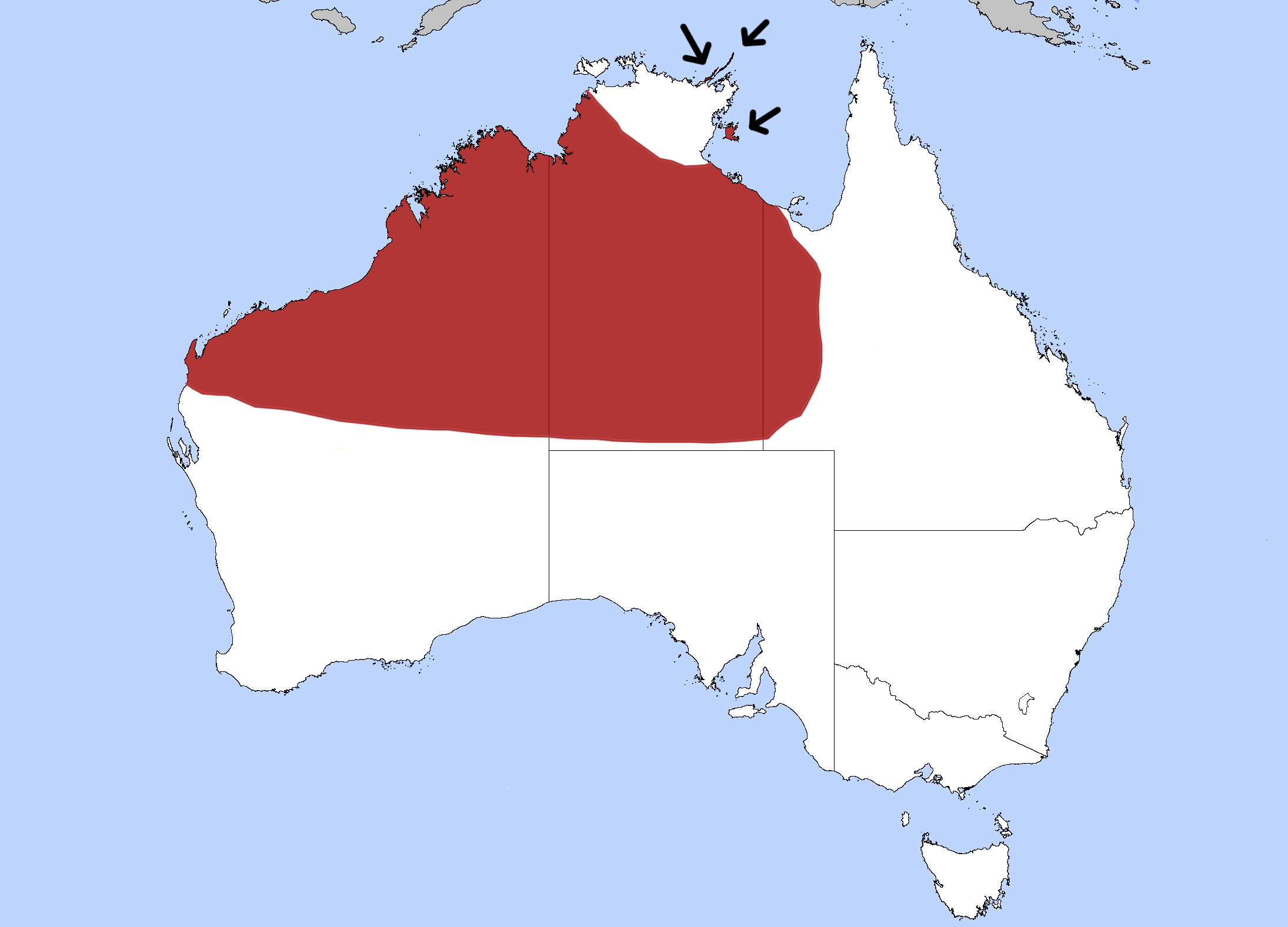
Verbreitungsgebiet des Stachelschwanzwarans

Der Stachelschwanzwaran bewohnt in Australien die nördliche Hälfte von Western Australia sowie das Northern Territory und die östlichen bis nordöstlichen Teile von Queensland. Diese Art bewohnt Trockengebiete, insbesondere mit Felsformationen.

## Unterarten und Systematik
Der Stachelschwanzwaran ist Teil einer rein australischen Radiation von eher kleinen Waranen, die als Untergattung Odatria abgegrenzt wird. Dort wird er der V. acanthurus-Gruppe zugerechnet.
Lange Zeit spaltete man den Stachelschwanzwaran in drei Unterarten auf: V. a. acanthurus, V. a. brachyurus und V. insulanicus, der nur das Groote Eylandt und die Inseln der Wessel-Gruppe bewohnt. Durch mtDNA-Analysen wurde jedoch bekannt, dass V. a. brachyurus und V. a. acanthurus keine natürlichen Gruppe (Monophyla) bilden. V. a. insulanicus hingegen steht demnach der Art V. baritji näher als den kontinental verbreiteten Stachelschwanzwaranen. Diese Unterart stellt also womöglich eine eigenständige Art dar. Wilson & Swan (2010) erkennen V. a. insulanicus noch als Unterart von V. acanthurus an, die durch ihre dunklere Grundfarbe und mehr bänderartiges Muster von Nominatform-Stachelschwanzwaranen zu unterscheiden ist.

## Lebensweise
Der Stachelschwanzwaran ist wie alle Warane ein tagaktiver Einzelgänger, und überwiegend bodenbewohnend. Er versteckt sich nachts und auch oft am Tag in Felsspalten oder unter Felsen, seltener nutzt er auch Spinifex-Gräser als Unterschlupf. Der Stachelschwanzwaran zeichnet sich durch geringere Aktivität und Stoffwechselraten als andere Warane aus und ist wahrscheinlich ein Lauerjäger. Die wichtigsten Beutetiere freilebender Stachelschwanzwarane sind Insekten wie Heuschrecken, Käfer und Schaben sowie kleine Echsen wie Geckos, Skinke und kleine Agamen. Seltener erbeutet der Warane sonstige Insekten, Spinnen, Schnecken oder junge Beutelsäuger. Seinen Wasserbedarf deckt der Stachelschwanzwaran wohl zu etwa 70 % aus seiner Nahrung.
Stachelschwanzwarane werden von Zecken der Gattungen Amblyomma und Aponomma befallen und von Fadenwürmern der Gattung Abbreviata parasitiert. Während knapp 3/4 von freilebenden Stachelschwanzwaranen mit Fadenwürmern befallen ist, ist der Zeckenbefall vergleichsweise gering. Zu den Fressfeinden des Warans gehören unter anderem Schlangen.

## Fortpflanzung
In Gefangenschaft umfassen die Gelege des Stachelschwanzwarans bis zu 18 Eier, aus denen nach 3–5 Monaten Jungtiere von 15 cm Länge schlüpfen. Über die Fortpflanzung in freier Wildbahn liegen nur spärliche Daten vor. Die Geschlechtsreife wird offenbar von Männchen ab 12 cm Kopf-Rumpf-Länge und von Weibchen ab 10–14 cm Kopf-Rumpf-Länge erreicht. Der Eisprung der Weibchen liegt in August und November (frühe Trockenzeit), und es wird jährlich ein Gelege offenbar in eine Erdhöhle gelegt.